# Каневский, Владислав Владимирович
Владисла́в Влади́мирович Кане́вский (укр. Владислав Володимирович Каневський; род. 2 января 1973, Винница, Украинская ССР) — украинский дипломат. Чрезвычайный и Полномочный Посол Украины в Азербайджане (2019—2024).

## Биография
Родился 2 января 1973 года в городе Винница. В 1996 году окончил Киевский государственный университет. В 2003 году окончил Дипломатическую Академию Украины при Министерстве иностранных дел Украины.
В 1996—1998 годах — специалист второй категории отдела по вопросам гражданства, миграции, наследства и связей с соотечественниками за рубежом консульского управления МИД Украины.
В 1998—2002 годах — третий, второй секретарь Посольства Украины в Республике Польша.
В 2003—2004 годах — второй секретарь секретариата по обеспечению председательства Украины в Совете глав государств СНГ первого территориального управления; второй, первый секретарь, руководитель секретариата первого заместителя министра иностранных дел Украины в связях с Верховной Радой Украины.
В 2004—2008 годах — консул Генерального консульства Украины в Кракове.
В 2008—2011 годах — советник, и. о. начальника отдела ведения и администрирования государственного реестра избирателей департамента консульской службы, начальник отдела анализа и планирования департамента консульской службы МИД Украины.
В 2011—2012 годах — генеральный консул Украины в Люблине.
В 2012—2014 годах — советник-посланник посольства Украины в Польше, заместитель главы дипломатической миссии.
В 2014 году — временный поверенный в делах Украины в Республике Польша.
В 2015—2019 годах — являлся заместителем директора департамента секретариата министра, директором департамента стратегических коммуникаций МИД Украины.
Чрезвычайный и полномочный посол Украины в Азербайджане (27 февраля 2019 — 22 февраля 2024). Верительные грамоты Президенту Азербайджана Ильхаму Алиеву Владислав Каневский вручил 17 мая 2019 года.
Владеет польским, английским, русским языками.

## Дипломатический ранг
- Чрезвычайный и Полномочный посланник второго класса[6].

## Награды и знаки отличия
- Нагрудный знак «знак отличия МИД Украины»
- Почётная грамота МИД Украины
- Благодарность МИД Украины
- Благодарность ЦИК Украины